# Championnat des îles Féroé de football 2011
Navigation
Saison précédente Saison suivante
La saison 2011 de Vodafonedeildin est la soixante-neuvième édition de la première division féroïenne. Les dix clubs participants au championnat sont confrontés à trois reprises aux neuf autres dans une série de matchs se déroulant sur toute l'année. En fin de saison, les deux derniers du classement sont relégués et remplacés par les deux meilleurs clubs de 1. deild, la deuxième division féroïenne.
Le B36 Tórshavn termine en tête du classement final devant le EB/Streymur et le Víkingur Gøta. Il s'agit là du 9e titre de champion de l'histoire du B36.

## Qualifications en coupe d'Europe
À l'issue de la saison, le champion se qualifie pour le 1er tour de qualification des champions de la Ligue des champions 2012-2013.
Alors que le vainqueur de la Løgmanssteypið prend la première des trois places en Ligue Europa 2011-2012, les deux autres places reviennent au deuxième et au troisième du championnat.

## Les 10 clubs participants
| Club            | Stade          | Capacité | Ville          |
| --------------- | -------------- | -------- | -------------- |
| 07 Vestur       | á Dungasandi   | 2 000    | Sandavágur     |
| B36 Tórshavn    | Gundadalur     | 5 000    | Tórshavn       |
| B68 Toftir      | Svangaskarð    | 6 000    | Toftir         |
| B71 Sandoy      | Sandur         | 2 000    | île de Sandoy  |
| EB/Streymur     | við Margáir    | 1 000    | Eiði/Streymnes |
| HB Tórshavn     | Gundadalur     | 5 000    | Tórshavn       |
| ÍF Fuglafjørður | Fløtugerði     | 3 000    | Fuglafjørður   |
| KÍ Klaksvík     | Injector Arena | 3 000    | Klaksvik       |
| NSÍ Runavík     | við Løkin      | 2 000    | Runavík        |
| Víkingur        | Sarpugerði     | 3 000    | Gøta/Leirvík   |

## Compétition

### Classement
Le classement est établi sur le barème de points classique (victoire à 3 points, match nul à 1, défaite à 0).
Pour départager les égalités, on tient d'abord compte de la différence de buts générale, puis du nombre de buts marqués, puis des confrontations directes et enfin si la qualification ou la relégation est en jeu, les deux équipes jouent une rencontre d'appui sur terrain neutre.
| Rang | Équipe          | Pts | J  | G  | N | P  | Bp | Bc | Diff |
| ---- | --------------- | --- | -- | -- | - | -- | -- | -- | ---- |
| 1    | B36 Tórshavn    | 67  | 27 | 21 | 4 | 2  | 63 | 28 | +35  |
| 2    | EB/Streymur C   | 60  | 27 | 19 | 3 | 5  | 66 | 32 | +34  |
| 3    | Víkingur Gøta   | 59  | 27 | 18 | 5 | 4  | 62 | 31 | +31  |
| 4    | NSÍ Runavík     | 41  | 27 | 11 | 8 | 8  | 58 | 47 | +11  |
| 5    | KÍ Klaksvík P   | 34  | 27 | 10 | 4 | 13 | 48 | 50 | -2   |
| 6    | B68 Toftir      | 32  | 27 | 9  | 5 | 13 | 44 | 44 | 0    |
| 7    | ÍF Fuglafjørður | 28  | 27 | 8  | 4 | 15 | 36 | 44 | -8   |
| 8    | HB Tórshavn T   | 26  | 27 | 7  | 5 | 15 | 46 | 56 | -10  |
| 9    | 07 Vestur P     | 24  | 27 | 6  | 6 | 15 | 30 | 65 | -35  |
| 10   | B71 Sandoy      | 11  | 27 | 3  | 2 | 22 | 25 | 80 | -55  |

| Légende : Qualifications et relégations | Légende : Qualifications et relégations                                                         |
| --------------------------------------- | ----------------------------------------------------------------------------------------------- |
|                                         | Ligue des champions 2012-2013 (1er tour de qualification)                                       |
|                                         | Ligue Europa 2012-2013 (1er tour de qualification)                                              |
|                                         | Relégation en 1.Deild                                                                           |
|                                         | T : Tenant du titre 2010 P : Promu en 2011 C : Vainqueur de la Coupe des îles Féroé de football |

### Matchs
| Résultats (▼dom., ►ext.) | 07V | B36 | B68 | B71 | EBS | HBT | ÍFF | KÍK | NSÍ | VÍK | 07V | B36 | B68 | B71 | EBS | HBT | ÍFF | KÍK | NSÍ | VÍK |
| 07 Vestur                |     | 0-3 | 0-1 | 2-1 | 1-7 | 1-0 | 1-0 | 3-3 | 4-6 | 1-1 |     | 2-3 | 0-1 | 2-2 |     |     |     | 2-2 |     |     |
| B36 Tórshavn             | 1-0 |     | 1-0 | 4-1 | 1-0 | 4-1 | 1-1 | 4-1 | 4-3 | 2-0 |     |     |     | 2-1 | 1-2 | 3-2 | 3-0 |     |     |     |
| B68 Toftir               | 1-1 | 2-2 |     | 3-1 | 1-0 | 0-0 | 3-4 | 3-0 | 1-1 | 1-2 |     | 2-3 |     |     | 3-2 | 1-0 | 0-1 |     |     |     |
| B71 Sandoy               | 2-0 | 2-3 | 0-5 |     | 1-2 | 0-2 | 1-4 | 0-6 | 1-6 | 0-3 |     |     | 0-3 |     |     |     |     | 0-1 | 1-3 | 1-4 |
| EB/Streymur              | 1-0 | 2-1 | 3-2 | 5-1 |     | 3-1 | 1-0 | 2-0 | 2-2 | 2-1 | 2-1 |     |     | 1-0 |     |     |     | 3-0 | 5-1 | 3-3 |
| HB Tórshavn              | 5-0 | 1-3 | 3-3 | 2-0 | 3-2 |     | 3-1 | 1-4 | 0-0 | 1-2 | 4-1 |     |     | 5-0 | 3-4 |     |     | 1-3 |     | 2-2 |
| ÍF Fuglafjørður          | 1-2 | 1-1 | 3-1 | 1-2 | 0-4 | 3-0 |     | 0-1 | 1-1 | 1-2 | 1-2 |     |     | 3-2 | 0-2 | 7-1 |     | 0-1 |     |     |
| KÍ Klaksvík              | 1-2 | 0-2 | 3-1 | 1-2 | 1-3 | 2-2 | 2-0 |     | 1-2 | 0-1 |     | 0-3 | 5-3 |     |     |     |     |     | 5-1 | 1-4 |
| NSÍ Runavík              | 9-0 | 2-3 | 1-0 | 1-1 | 2-2 | 2-1 | 1-1 | 3-3 |     | 0-1 | 1-0 | 1-2 | 2-1 |     |     | 2-1 | 1-2 |     |     |     |
| Víkingur Gøta            | 1-1 | 1-1 | 2-1 | 3-2 | 2-1 | 3-1 | 1-0 | 2-1 | 3-2 |     | 5-1 | 0-2 | 4-1 |     |     |     | 4-0 |     | 1-2 |     |

## Bilan de la saison
| Championnat des îles Féroé de football 2011 |                         |
| Champion                                    | B36 Tórshavn (9e titre) |
| Coupes et trophées                          |                         |
| Vainqueur de la Coupe des îles Féroé 2011   | EB/Streymur             |
| Qualifications continentales                |                         |
| Ligue des champions 2012-2013               | B36 Tórshavn            |
| Ligue Europa 2012-2013                      | EB/Streymur             |
| Ligue Europa 2012-2013                      | Víkingur Gøta           |
| Ligue Europa 2012-2013                      | NSÍ Runavík             |
| Promotions et relégations                   |                         |
| Promus en Vodafonedeildin                   | FC Suðuroy              |
| Promus en Vodafonedeildin                   | TB Tvøroyri             |
| Relégués en 1. deild                        | 07 Vestur               |
| Relégués en 1. deild                        | B71 Sandoy              |